# Abdellah Baallal
Abdellah Baallal (* 7. November 2004 in Casablanca) ist ein marokkanischer Fußballspieler.

## Karriere

### Verein
Baallal begann seine fußballerische Ausbildung in der Académie Mohammed VI, wo er bis Februar 2023 spielte. Anschließend wechselte er nach Frankreich zu Clermont Foot. Dort kam er in der restlichen Spielzeit 2022/23 noch zu sieben Einsätzen und zwei Toren für die zweite Mannschaft in der National 3. Ende November 2023 kam er bei einem 1:1-Unentschieden gegen den HSC Montpellier zu seinem Debüt für die Profis in der Ligue 1, nachdem er spät eingewechselt worden war. Dies blieb sein einziger Einsatz bis Saisonende, Clermont stieg aus der Ligue 1 ab.
Zur Saison 2024/25 wechselte Baallal leihweise zum österreichischen Zweitligisten SC Austria Lustenau. Für Lustenau kam er während der Leihe zu 13 Einsätzen in der 2. Liga.

### Nationalmannschaft
Von Juni bis September 2022 spielte Baallal viermal für die marokkanische U20-Nationalmannschaft, wobei er zwei Tore vorlegte. Drei Einsätze davon waren bei den Mittelmeerspielen 2022.